# 마리아 테레지아

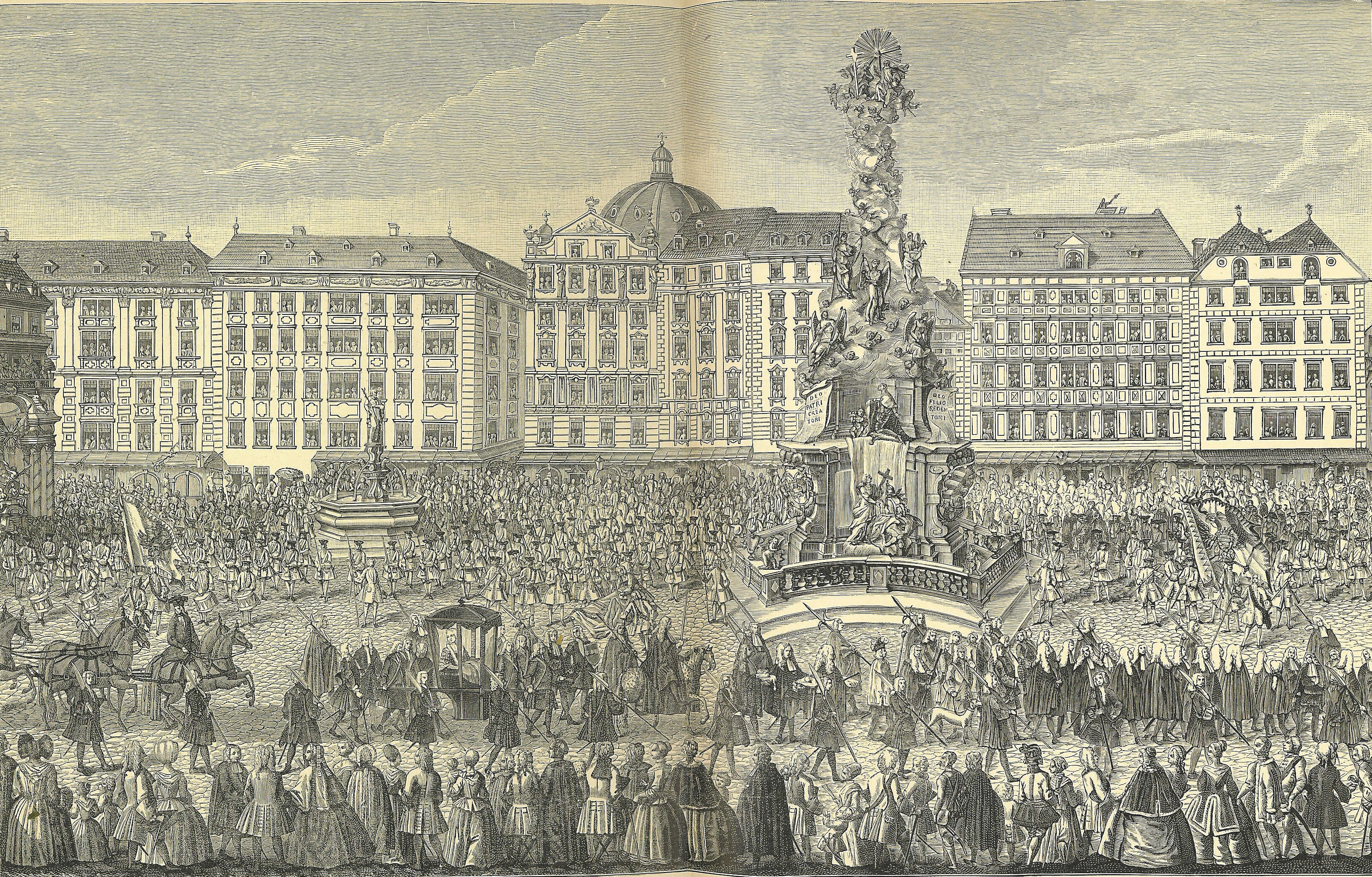
마리아 테레지아에 대한 충성맹세 1740년 11월 22일

마리아 테레지아(독일어: Maria Theresia 마리아 테레지아[*], 체코어: Marie Teresie 마리에 테레시에[*], 헝가리어: Mária Terézia 마리어 테레지어[*], 슬로바키아어: Mária Terézia 마리아 테레지아, 크로아티아어: Marija Terezija 마리야 테레지야, 1717년 5월 13일 ~ 1780년 11월 29일)는 합스부르크 군주국의 유일한 여성 통치자이자, 합스부르크 왕가의 마지막 군주였다. 그녀는 오스트리아, 헝가리, 크로아티아, 보헤미아, 만토바, 밀라노, 갈리치아와 로도메리아, 오스트리아령 네덜란드와 파르마 등의 통치자였다. 결혼을 하면서 로렌 공작 부인이 되었으며, 후에 토스카나 대공비, 신성로마황후의 지위를 얻었다.
그녀는 태어나자마자, 1713년 국사조칙에 의해서 합스부르크 왕가의 상속녀로 공표되었으며, 카를 6세는 결국 아들을 낳지 못하고 죽었으므로, 그의 사후 합스부르크 왕가의 수장이 되었으며, 영토들을 물려받았다. 하지만, 카를 6세 사후 프로이센과 바이에른, 프랑스, 작센에서는 그녀의 계승의 반발하였고, 그 결과 오스트리아 계승 전쟁이 발발하게 되지만, 프로이센에 슐레지엔을 내주는 대신 각 국으로부터 그녀의 승인을 인정받는다. 그녀는 후에 슐레지엔을 찾으려고, 7년 전쟁을 일으키지만 실패하고 만다.
그녀는 로트링겐의 프란츠 슈테판과 혼인하였는데, 16명의 자녀를 낳았다. 그녀의 자녀들 중에는 신성로마제국의 황제가 된 요제프 2세와 레오폴트 2세를 비롯하여서, 프랑스의 왕비 마리 앙투아네트, 나폴리의 왕비 마리아 카롤리나, 파르마의 공비 마리아 아말리아 등이 있다. 그녀가 생전에 사용했던 칭호는 Königin(여왕)과 Kaiserin(황후)의 머릿글자를 딴 ‘K.K’이다.

## 생애

### 생애 초기

#### 출생과 젊은 시절

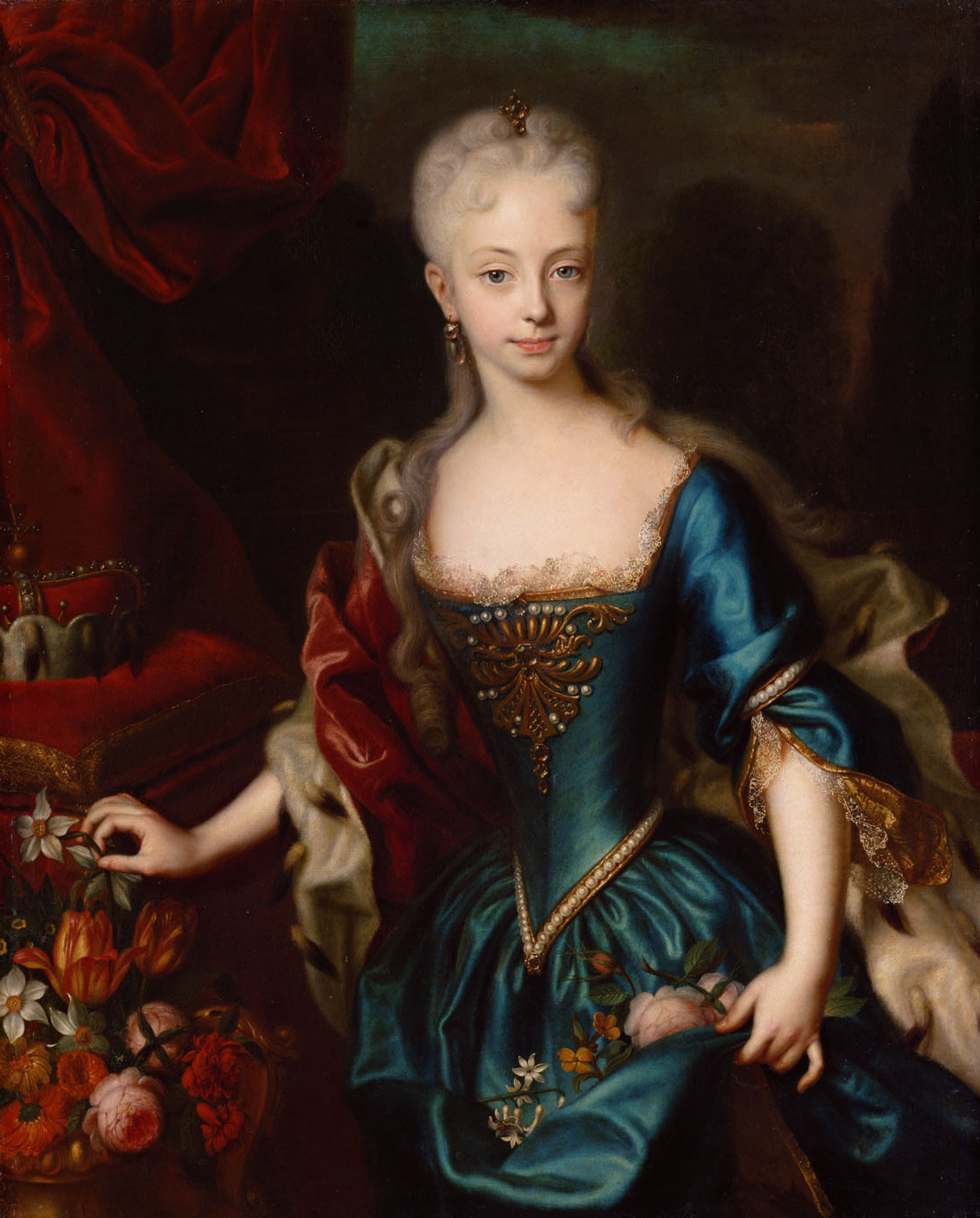
어린 시절의 마리아 테레지아

1717년 5월 13일, 신성로마제국의 카를 6세와 브라운슈바이크볼펜뷔텔의 엘리자베트 크리스티네 사이에서 장녀로 태어났으며, 전(前) 신성로마제국의 황후였던 브라운슈바이크뤼네부르크의 아말리아 빌헬미네, 팔츠노이부르크의 엘레오노레 막달레네가 그녀의 대모가 되었다.
아버지 카를 6세는 여러 번 아들을 얻으려 하였으나 끝내 아들을 얻지 못했다. 카를의 형제들 역시 20대 이전에 요절하였다. 카를 6세 시기에 합스부르크 왕가에는 더 이상의 남자 상속인이 남아있지 않게 되었고, 결국 1713년 국사조칙을 반포하여, 남자 상속인이 없는 경우엔 가장 손위의 여성이 상속할 수 있도록 상속법을 개정 하고, 여러 나라에게 이를 승인해줄 것을 요청하였다.

#### 신성로마제국의 잠재적 왕위 계승자
당시의 신성로마제국은 명분상의 황제국이었고 프랑스, 영국 등의 왕국과 동격으로 실추되어 있었으며 스위스, 벨기에 등의 국가들은 이미 독립하여 도시국가를 형성하고 있었다. 부왕 카를은 끝내 아들을 포기하고 그녀에게 상속권을 주기 위해 부단히 노력했고, 영국과 프랑스, 작센 및 폴란드, 네덜란드, 스페인, 베네치아, 교황청,, 러시아, 덴마크, 프로이센, 사르데냐, 바이에른 을 비롯하여 신성로마제국 내에 수 많은 영방 군주들에게도 승인을 받아낸다. 하지만 카를 6세 사후 프랑스와 스페인, 작센과 폴란드, 프로이센, 바이에른이 그녀의 계승을 인정할 수 없다며, 전쟁을 일으키게 된다. 카를 6세와 엘리자베트 크리스티네 황후는 이후에도 두 명의 아이를 낳지만, 모두 여대공이었으므로, 그녀는 계속 추정상속인으로 머물러있었다.

#### 결혼
전 유럽에서 가장 뛰어난 미모를 가진 여대공으로 널리 알려져 사람들로부터 인기가 많았다. 1732년 빈에 유학하러 온 로트링겐의 프란츠 슈테판과 사랑에 빠졌는데, 항상 밤에는 그를 생각하며 꿈을 꾸었고 낮에는 궁녀들에게 그에 대해 이야기하기를 즐겼을 정도였다고 그 당시 영국 대사가 적고 있다. 원래 카를 6세는 프로이센의 프리드리히 왕세자나 스페인의 카를로스 왕세자, 포르투갈의 주제 왕세자와의 결혼을 생각해보기도 하였지만, 카를 6세 역시 프란츠가 마음에 들었고, 특별히 딸에게 결혼할 수 있는 사람을 고를 수 있도록 하여 1736년 2월 12일에 두 사람은 혼례를 올렸다. 연애 결혼이기도 했지만 당시 로트링겐 공국을 둘러싸고 프랑스와의 이해관계에 의한 정치적 결합이기도 하였다.

### 제위 계승전

#### 오스트리아 계승전쟁
하지만, 그녀의 장밋빛 인생은 카를 6세가 서거한 후 곧바로 깨지고 만다. 즉, 카를 6세가 죽자 주변 나라들이 그녀의 합스부르크 가의 모든 영토에 대한 상속권에 대해 이의를 제기하며 인정하려 들지 않았다. 독일의 제후들은 그의 먼 친척인 비텔스바흐 왕가 출신 카를을 카를 7세로 추대한다. 결국 합스부르크 가와 혈연 관계를 맺고 있던 나라들이 서로 자신이야말로 합스부르크 가의 상속권을 물려받아야 한다며 영토를 분할하기 위해 오스트리아로 쳐들어 갔다. 이것이 오스트리아 왕위계승전쟁(1740년 - 1748년)이다.
프로이센의 프리드리히 2세가 처음으로 전쟁 공포도 없이 합스부르크 가 영토인 슐레지엔을 공격하였다. 이에 대해 마리아 테레지아는 슐레지엔을 결사 방어하겠다는 결의를 분명히 하여, 제1차 슐레지엔 전쟁이 발발하였다. 그녀는 당시 23살이었던 데다가 네 번째 아이를 임신 중이었지만, 1741년 3월 13일 마침내 고대하던 아들 요제프를 무사히 낳아, 국내 사기가 치솟아 올랐다. 1741년 6월 25일에 마리아 테레지아는 우선 헝가리 여왕으로 즉위했다. 그러나 그 후, 바이에른 선제후 카를 알브레히트 마저 오스트리아의 적으로 돌아섰다. 마리아 테레지아는 바이에른과 전쟁을 치르기로 결의했지만, 오스트리아는 거듭되는 전쟁 때문에 전비가 갈수록 줄어든 데다가 원군도 없고, 궁정의 중신들은 어찌할 바를 몰라 우왕좌왕했다. 그러자 그녀는 1741년에 헝가리로 가서 9월 11일 헝가리 의회에서 연설을 하여 군자금과 병력을 얻었다. 그리고 군사력 증가 및 강화에 박차를 가하였다.
이후 전황은 대역전을 거듭하며, 한때는 황제 자리도 카를 알브레히트(카를 7세)에게 빼앗기지만, 카를 사후에 탈환하여 1745년 10월 4일에 남편 프란츠 슈테판을 다시 제위에 앉히는 데에 성공한다. 하지만 프로이센에게는 군대의 질 등의 격차로 인해 연패를 거듭하여 1745년 드리스덴 조약을 맺어 슐레지엔의 프로이센 영유를 승인하였고, 프랑스와의 전쟁은 한동안 더 계속되다가 프랑스와 대립하던 영국과 손을 잡아, 최종적으로 1748년 아헨 조약을 체결함으로써 종결되어 프라그마티셰 장크치온, 즉 국본조칙(國本詔勅)에 대한 각국의 승인을 얻어내는 데 성공한다.

#### 7년 전쟁

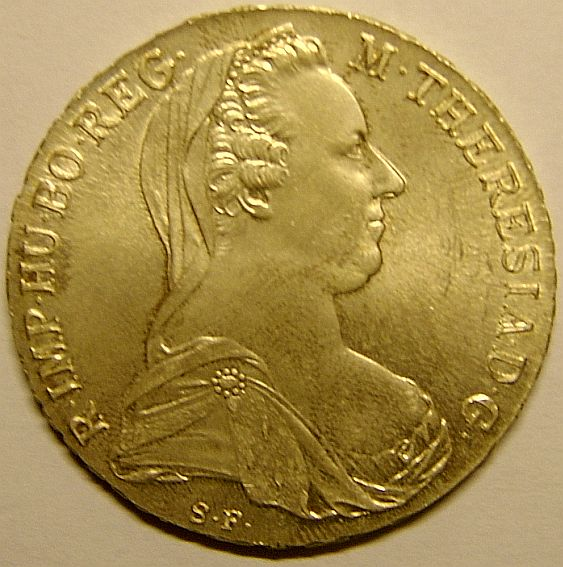
마리아 테레지아가 새겨진 금화

정치적으로 능력이 별로 뛰어나지 못했던 남편을 대신하여 정치적 국면에서 비상한 재능을 발휘하였던 마리아 테레지아가 모든 국정을 총괄하였다. 그녀는 슐레지엔을 탈환하려는 목적으로, 하우크비트를 등용한 내정 개혁과 다운에 의한 군개혁을 실시하면서도, 외교면에서는 카우니츠를 등용하여 프랑스에 접근하였다. 막시밀리안 1세 이래 오랫동안 합스부르크 가와 적대해 온 프랑스는 당시 영국과도 대립 상태였는지라 프로이센이 영국과 동맹을 체결한 것에 자극받아 오스트리아와 화해하고 동맹을 맺게 된다. 이것을 외교 혁명이라고 한다.
또, 프랑스의 루이 15세의 애첩으로서 정치적으로 중요한 위치를 차지하고 있던 퐁파두르 후작 부인과 러시아의 옐리자베타, 그리고 마리아 테레지아 이 세 명의 여성들이 반(反)프로이센 포위망을 결성한 것을 빗대어 ‘3자매의 패티코트 작전’이라는 호칭이 붙었다.
1756년, 프로이센과 오스트리아 간에 전쟁이 다시 발발하였다. 훗날 7년 전쟁이라고 불리게 되는 이 전쟁은 오스트리아 왕위계승전쟁 때와는 달리 프랑스 및 러시아와의 동맹을 맺은 오스트리아가 초반에 우세하였지만, 프로이센의 끈질기게 버팀에 따라 재정적 부담이 계속 커져갔다. 1762년, 러시아에서 오스트리아와의 동맹을 추진해 온 옐리자베타가 서거하고 그녀의 이질이자 프리드리히 2세의 신봉자인 표트르 3세가 즉위한 결과, 러시아가 종반에 전쟁에서 이탈하였고, 그 후 오스트리아가 패전함으로써, 마리아 테레지아는 슐레지엔 탈환을 단념하지 않을 수 없게 된다. 이렇게 해서 1763년 프레스부르크 조약으로 강화하여, 프로이센의 슐레지엔 영유가 최종 확정되었다.

### 통치기간

#### 종전과 내정 수습

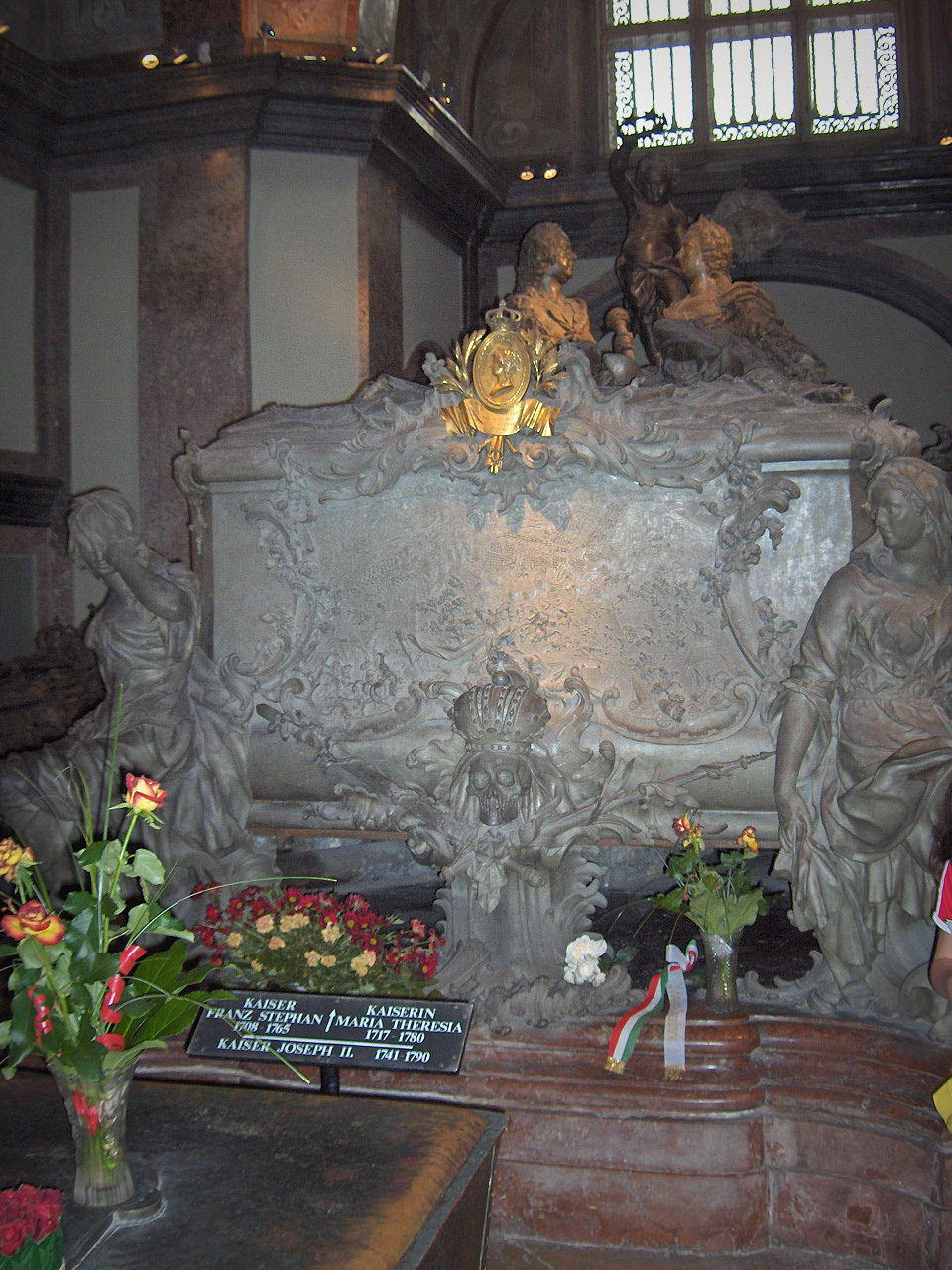
마리아 테레지아와 프란츠 1세의 무덤

7년 전쟁이 종식되자 마리아 테레지아는 오스트리아의 선진국화를 위해 여러 가지 내정 개혁을 실행에 옮겨 큰 성과를 거두었다. 명목상의 황제인 남편 프란츠 1세의 치세기간 중 그는 실질적인 통치자로서 오스트리아-헝가리 왕국은 물론 신성 로마 제국의 정치에 관여하였다. 이에 각지의 제후국, 특히 프로이센의 프리드리히 대왕 같은 이는 노골적으로 불만과 반감을 드러내기도 했다.
우선 그녀는 사병 확충 주장을 물리치고 다른 나라보다 먼저 전국에 초등학교를 신설하여 의무 교육을 확립시켰다. 이에 따라 같은 내용의 교과서가 전국적으로 배포되어 각 지역마다 각각의 언어로 어린이들에 대한 교육을 실시하였다. 그 결과 국민들의 지적 수준이 크게 상승했다.
또한 매춘을 금지시키고, 매춘 여성과 포주, 중개인들을 잡아다가 채찍형을 가한 후 노동 교화소로 보내 강제 노역을 시켰다. 그의 딸 마리 앙투아네트는 어머니 마리아 테레지아의 이런 점을 높이 사서 프랑스 내에서의 매춘행위를 금지하게 하였다.

#### 계몽주의와 보수성
또한 그녀는 군사 행정 위원을 설치하여 군세 징수 등에 관한 외부의 개입을 배제시켰다. 1762년에는 군사 기구가 궁정의 군사청 아래로 통괄되어 궁정 군사청이 최고 결정 기관이 되었다. 또, 일반 징병제가 채용되었다. 이 징병제는 전국민의 무차별적인 병역을 의무화하고 있어(실제로는 신분 차별이 있지만), 농민 출신이라도 급료를 받을 수 있게 됨으로써, 병사들의 안정된 생활이 보장되어 오스트리아의 군사력은 현격히 급증하였다.
그러나 세월이 흐르면서 계몽주의적인 관료의 기세가 드세져, 그녀의 개혁 정책도 점차 계몽주의적 색채를 띠게 되었다. 의복의 자유화(1766년)나 예수회 탄압(1773년) 등이 대표적이지만, 그녀 자신은 점차 보수화해 갔다. 1765년 서거한 남편 프란츠의 뒤를 이어 제위에 오른 아들 요제프 2세의 급진주의적 개혁 성향에 자주 대립하여 견제하였다.
1765년 남편 프란츠 1세가 서거하고 아들 요제프 2세가 제국 황제로 즉위하였다. 그녀는 아들 요제프의 후견인이자 제국 황제의 섭정의 지위로 영향력을 행사했으나, 요제프 2세는 친정을 원했고 사사건건 갈등을 빚었다. 요제프는 마리 앙투아네트를 염려하여 프랑스에 지원하려는 그녀의 견해에 반대하기도 한다.

### 사후
말년에는 그녀의 딸인 마리 앙투아네트의 사치스러운 생활을 걱정해 폭동의 염려와 찰스 1세의 최후, 영국의 명예혁명에 관련된 경고를 여러 차례 편지를 보냈으나 딸은 이를 거절하였다.
1780년 서거하였으며, 시신은 가장 사랑했던 남편 프란츠와 함께 합스부르크 가의 묘소인 카푸치나 예배당에 매장되었다.
(마리아 테레지아의 죽음 이후 합스부르크왕가의 오스트리아가 점차 해체되었다고도 말하기도 한다.)

### 가정 생활

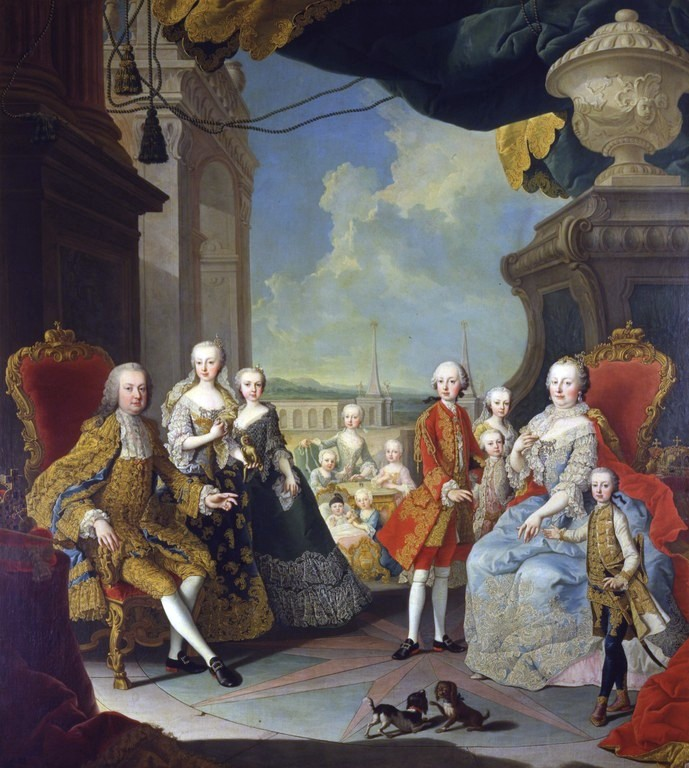
마리아 테레지아와 그녀의 가족들

마리아 테레지아는 첫사랑인 프란츠 슈테판과 당시로서는 극히 드물었던 연애 결혼에 성공하였으며(비록 남편이 이 결혼을 위해 자신의 영지 로트링겐 공국을 포기해야 했지만), 금실이 좋아 부부 생활은 매우 원만했다. 결혼하기 4일 전에 프란츠에게 보낸 편지를 모아둔 것이 오늘날까지 남아있는데, 미래의 남편에 대해 그녀가 얼만큼 정열을 쏟았는가를 알 수 있다. 이 편지는 라틴어와 프랑스어 등 여러 가지 언어로 쓰여있어 그녀의 교양의 깊이도 엿볼 수 있다. 프란츠는 때때로 다른 여성과 염문을 일으키기도 했지만, 정치가로서 탁월했던 그녀는 그것을 모두 눈치채고 있음에도 눈감아 주었다. 또 남편이 죽은 후 자신이 뒤따라 죽을 때까지 15년간 상복을 벗지 않았다고 전해진다.
마리아 테레지아는 프란츠와의 사이에서 총 16명의 아이를 낳았다. 그녀는 프로이센을 타도하기 위해서는 막시밀리안 1세 이후 200년간의 숙적이었던 프랑스와 화해할 필요가 있다고 판단했다. 그러한 이유로 자녀들의 대부분을 프랑스, 에스파냐, 이탈리아의 부르봉 가 일족과 정략 결혼을 맺게 하였지만, 이는 나중에 독일 제후로서 합스부르크 가의 몰락의 한 원인이 되었다고 말하는 사람도 있다. 19세기 이후의 독일 정세를 보았을 때, 이러한 결혼 정책은 성공적이라고 말하기는 어렵다.
아이들의 교육과 계몽에 관심이 많았던 그녀는 이상적인 어머니상의 이미지로 알려져 왔다. 그러나 그녀는 아이들 각자에 대한 편애가 있었는데, 그 중에서도 4녀 마리아 크리스티나를 가장 사랑했으며 그녀에게만은 작센 선제후 프리드리히 아우구스트 2세의 아들 알베르트와의 연애 결혼을 1766년에 승낙해 주었다. 이 때문에 마리아 테레지아가 죽은 후, 이 부부는 요제프 2세로부터 푸대접을 받게 된다. 또 몸이 불편하여 정략 결혼에 이용할 수 없었던 마리아 안나에게는 차갑게 대하는 등 이상적인 어머니상과는 다소 거리가 멀었다.
또한 그녀는 죽기 직전 프랑스 왕비가 된 11녀 마리 앙투아네트를 항상 염려하였다. 그녀가 매춘을 불법으로 규정하고 매춘, 매음굴을 단속했던 것을 알던 마리 앙투아네트는 프랑스 루이 15세의 매춘부 출신 후궁 뒤바리 부인을 심히 경멸하였고, 마리아 테레지아는 이를 염려하여 카우니츠 백작과 메르시 백작 등을 통해 그들의 훈령, 건의 형식으로 앙투아네트에게 조언하였다.
그녀는 활발하여 유달리 노는 것을 좋아하는 딸에게 봉기(프랑스 혁명)의 발생을 경고하는 편지와 찰스 1세의 처형을 경고하는 편지를 여러 번 보내기도 하였다. 프랑스 주재 오스트리아 대사를 통해 여러 번 훈령을 보내기도 했지만 마리 앙투아네트는 이를 무시하였다. 또, 츠바이브뤼켄 공자 카를과의 연애 결혼을 허락받지 못하고 파르마 공 페르디난도의 아내가 된 6녀 마리아 아말리아는 시집간 후 방약무인한 행동을 일삼았기 때문에 마리아 테레지아는 그녀의 오스트리아 및 신성로마제국 입국을 금지하였다.

## 기타
일반적으로 ‘여제’라고 불리며 실제로도 여제나 다름없었지만, 공식적으로는 신성 로마 제국의 황제가 아닌 황후였다. 그럼에도 불구하고 그녀는 당시 사람들에게 사실상 여제시 되고 있었다. 정식으로는 황후에 지나지 않는 그녀가 이처럼 다루어지는 이유는 다음과 같다.
- 남편인 황제가 프랑스 국경 주변의 로트링겐 공국 출신이며, 실제 정치적인 권한을 거의 갖고 있지 않았던 것.
- 제위는 남편의 소유가 되었지만, 신성로마제국은 사실상 군소 국가의 독립 체제로서 통일 국가를 이루지 못하여 실질적으로는 명예 작위이었던 반면, 법적으론 국가가 아니였지만 군주의 권한이 강했던 합스부르크 군주국의 당주권은 마리아 테레지아에게 있었기 때문이다.

이 때문에 프란츠는 부군으로서의 이미지로, 마리아 테레지아는 여제적 이미지(실제로는 황후이며 여왕)로 세간에 널리 퍼졌다고 말할 수 있다. 한국어로 쓰인 백과사전에서도 마리아 테레지아를 여제(신성로마제국의 여제 또는 오스트리아의 여제)로서 게재하는 경향이 많다.
마리아 테레지아 시대부터 궁전에서 남은 음식을 근처 레스토랑에 하사했다. 바바라 로만이 경영하는 '골든쉽'이라는 가게가 그 권리를 얻었다. 궁정요리를 먹고 싶어한 미식가들이 몰려들어 성황을 이뤘다.

## 자녀
마리아 테레지아는 프란츠 1세와의 사이에서, 5남 11녀(총 16명)의 자녀를 두었다.
| 사진 | 이름                                   | 생일            | 사망                   | 기타 |
| ---- | -------------------------------------- | --------------- | ---------------------- | --- |
|      | 마리아 엘리자베트                      | 1737년 2월 5일  | 1740년 6월 6일(3세)    | 요절 |
|      | 마리아 안나                            | 1738년 10월 6일 | 1789년 11월 19일(51세) | 수녀가 됨 |
|      | 마리아 카롤리나                        | 1740년 1월 12일 | 1741년 1월 25일(1세)   | 요절 |
|      | 요제프 2세                             | 1741년 3월 13일 | 1790년 2월 20일(48세)  | 신성 로마 제국 황제 이사벨라 디 파르마 공녀와 결혼, 슬하 2녀(요절) 마리아 요제파 폰 바이에른 공녀와 재혼, 자녀 없음 |
|      | 마리아 크리스티나                      | 1742년 5월 13일 | 1798년 6월 24일(56세)  | 알베르트 카지미어 폰 테셴 공작과 결혼, 슬하 1녀(요절)                                                               |
|      | 마리아 엘리자베트                      | 1743년 8월 13일 | 1808년 9월 22일(65세)  | 미혼 |
|      | 카를 요제프                            | 1745년 2월 1일  | 1761년 1월 18일(15세)  | 천연두로 요절 |
|      | 마리아 아말리아                        | 1746년 2월 26일 | 1804년 6월 18일(58세)  | 페르마의 페르디난도 1세과 결혼, 슬하 3남 6녀                                                                        |
|      | 레오폴트 2세                           | 1747년 5월 5일  | 1792년 3월 1일(44세)   | 신성 로마 제국 황제 스페인 공주 마리아 루도비카 폰 슈파니엔과 결혼, 슬하 12남 4녀                                   |
|      | 마리아 카롤리나                        | 1748년 9월 17일 | 1748년 9월 17일        | 요절 |
|      | 마리아 요한나 가브리엘라               | 1750년 2월 4일  | 1762년 12월 23일(12세) | 천연두로 요절, 미혼                                                                                                 |
|      | 마리아 요제파                          | 1751년 3월 19일 | 1767년 10월 15일(16세) | 천연두로 요절, 양시칠리아 페르디난도 1세와 결혼 전 사망                                                             |
|      | 마리아 카롤리나                        | 1752년 8월 13일 | 1814년 9월 8일(62세)   | 양시칠리아 페르디난도 1세 왕비, 7남 11녀                                                                            |
|      | 페르디난트                             | 1754년 6월 1일  | 1806년 12월 24일(52세) | 외스터라이히에스테 대공 마리아 베아트리스 데스테와 결혼, 5남 5녀                                                    |
|      | 마리아 안토니아 훗날의 마리 앙투아네트 | 1755년 11월 2일 | 1793년 10월 16일(37세) | 프랑스 왕국 루이 16세와 결혼, 2남 2녀 프랑스 혁명으로 처형                                                          |
|      | 막시밀리안 프란츠                      | 1756년 12월 8일 | 1801년 7월 26일(44세)  | 쾰른 선제후 겸 대주교, 미혼                                                                                         |

## 직함과 작위

마리아 테레지아의 문장

마리아 테레지아는 수 많은 작위를 지녔다. 대표적인 작위로는,
- 신성로마제국 황후(프란츠 1세 사후 황태후)
- 독일의 왕비(프란츠 1세 사후 태후)
- 이탈리아의 왕비[12](프란츠 1세 사후 태후)
- 오스트리아 여대공
- 헝가리 왕(King)[13]
- 보헤미아 여왕
- 토스카나 대공비

등이 있다.
그녀의 남편이 사망하고 난 후의 정식 호칭은 다음과 같다.
- 한국어: 경애하는 어머니 마리아 테레지아, 신의 은총으로, 신성로마제국의 황태후이자 헝가리와 보헤미아, 달마티아, 크로아티아, 슬라보니아, 갈리치아, 로도메리아의 여왕, 독일의 왕태후이자 이탈리아의 왕태후, 오스트리아의 여대공(Archduchess), 부르고뉴와 슈타이어마르크, 케른텐, 카르니올라 여공작(Duchess), 트란실바니아의 여대공(Grand Princess), 모라비아의 변경백, 브라반트와 림부르크, 룩셈부르크, 겔데른, 뷔르템베르크, 상하 슐레지엔, 밀라노, 만투아, 파르마, 피아첸차, 구아스텔라, 아우슈비츠, 자토르 여공작(Duchess), 슈바벤의 여후작(Princess), 합스부르크와 플랑드르, 티롤, 헨네가우, 키부르크, 고리치아그라디스카 여백작, 부르가우와 상하 라우시츠의 여변경백, 나무르의 여백작, 웬디쉬마크와 메클린의 여영주, 로트링겐과 바르 공작의 미망인, 투스카나 대공의 미망인
- 영어: Maria Theresa, by the Grace of God, Dowager Empress of the Romans, Queen of Hungary, of Bohemia, of Dalmatia, of Croatia, of Slavonia, of Galicia, of Lodomeria, etc.; Archduchess of Austria; Duchess of Burgundy, of Styria, of Carinthia and of Carniola; Grand Princess of Transylvania; Margravine of Moravia; Duchess of Brabant, of Limburg, of Luxemburg, of Guelders, of Württemberg, of Upper and Lower Silesia, of Milan, of Mantua, of Parma, of Piacenza, of Guastalla, of Auschwitz and of Zator; Princess of Swabia; Princely Countess of Habsburg, of Flanders, of Tyrol, of Hennegau, of Kyburg, of Gorizia and of Gradisca; Margravine of Burgau, of Upper and Lower Lusatia; Countess of Namur; Lady of the Wendish Mark and of Mechlin; Dowager Duchess of Lorraine and Bar, Dowager Grand Duchess of Tuscany.
- 독일어: Maria Theresia von Gottes Gnaden Heilige Römische Kaiserinwitwe, Königin zu Ungarn, Böhmen, Dalmatien, Kroatien, Slavonien, Gallizien, Lodomerien, usw., Erzherzogin zu Österreich, Herzogin zu Burgund, zu Steyer, zu Kärnten und zu Crain, Großfürstin zu Siebenbürgen, Markgräfin zu Mähren, Herzogin zu Braband, zu Limburg, zu Luxemburg und zu Geldern, zu Württemberg, zu Ober- und Nieder-Schlesien, zu Milan, zu Mantua, zu Parma, zu Piacenza, zu Guastala, zu Auschwitz und Zator, Fürstin zu Schwaben, gefürstete Gräfin zu Habsburg, zu Flandern, zu Tirol, zu Hennegau, zu Kyburg, zu Görz und zu Gradisca, Markgräfin des Heiligen Römischen Reiches, zu Burgau, zu Ober- und Nieder-Lausitz, Gräfin zu Namur, Frau auf der Windischen Mark und zu Mecheln, Herzoginwitwe zu Lothringen und Baar, Großherzoginwitwe zu Toskana.